# Edward Werner
Edward Henryk Werner (ur. 23 maja 1878 w Warszawie, zm. 13 listopada 1945 w Nowym Jorku) – polski ekonomista, przemysłowiec i prawnik. W latach 1934−1939 wiceminister skarbu.

## Życiorys
Był synem Bronisława Fryderyka Wernera i Marii Pauliny z domu Strasburger, siostry botanika Edwarda Strasburgera.
Po ukończeniu szkoły średniej wyjechał do Wiednia, gdzie studiował w Akademii Handlowej, a następnie kontynuował naukę w Londynie i Berlinie. Podczas I wojny światowej założył i finansował prywatny szpital dla rannych, który działał pod auspicjami Polskiego Czerwonego Krzyża. Po powrocie do kraju pracował jako ekonomista i sędzia w II Wydziale Handlowym Sądu Okręgowego w Warszawie; prowadził również kursy dla urzędników państwowych z zakresu finansów i prawa podatkowego. Pochodził z majętnej rodziny; był właścicielem przedsiębiorstwa zajmującego się handlem zbożem i nawozami do produkcji rolnej. Inwestował w cukrownictwo i przemysł tytoniowy, dlatego był przeciwny wprowadzonemu w 1924 roku państwowemu monopolowi tytoniowemu. Zasiadał w Radzie Warszawy, a w 1934 został wiceministrem skarbu, zajmował się m.in. monopolami państwowymi.
Był protestantem, działał w organizacjach wyznaniowych, które współfinansował. Ponadto przekazywał pewna kwotę na działalność polskiego oddziału YMCA. Po wybuchu II wojny światowej przebywał w Warszawie, a w 1940 wyjechał do Stanów Zjednoczonych, gdzie rok później otrzymał obywatelstwo amerykańskie. Przebywając tam prowadził wykłady na tematy religijne i polityczne, podróżował po Stanach Zjednoczonych i Kanadzie. Był zaangażowany w działalność polskiego rządu na uchodźstwie. 
Został pochowany na cmentarzu Woodlawn Cemetery w nowojorskiej dzielnicy Bronx.

## Życie rodzinne
Żoną Edwarda Wernera była Zofia Helena z domu Kalinowska (1889–1946), której wujem był Rafał Kalinowski. Para miała troje dzieci: 
- Zofię Helenę (1910–1939), która poślubiła Antoniego Dunina, zginęli oboje podczas wojny obronnej we wrześniu 1939,
- Karola Gabriela (1912–1978), porucznika Wojska Polskiego, który po wybuchu II wojny światowej przedostał się do Wielkiej Brytanii i walczył w szeregach 1 Polskiej Dywizji Pancernej, zmarł we Francji,
- Marię Gabrielę (ur. 1916); jej pierwszym mężem był Józef Ciechomski, aresztowana przeżyła pobyt w obozie koncentracyjnym Auschwitz-Birkenau, a po uwolnieniu wyemigrowała do Stanów Zjednoczonych, gdzie poślubiła Józefa (Josepha) Nabla.

## Ordery i odznaczenia
- Krzyż Oficerski Orderu Odrodzenia Polski (27 grudnia 1924)[1]